# Campeonato Pan Continental de Curling Masculino de 2022
El I Campeonato Pan Continental de Curling Masculino se celebró en Calgary (Canadá) entre el 31 de octubre y el 6 de noviembre de 2022 bajo la organización de la Federación Mundial de Curling (WCF) y la Federación Canadiense de Curling.
Las competiciones se realizaron en la WinSport Arena de la ciudad canadiense.

## Tabla de posiciones
| Pos | Equipo         | G | P | G–P |
| --- | -------------- | - | - | --- |
| 1   | Canadá         | 6 | 1 | 1–1 |
| 2   | Estados Unidos | 6 | 1 | 1–1 |
| 3   | Corea del Sur  | 6 | 1 | 1–1 |
| 4   | Japón          | 3 | 4 | 1–0 |
| 5   | Nueva Zelanda  | 3 | 4 | 0–1 |
| 6   | China Taipéi   | 2 | 5 | 1–0 |
| 7   | Australia      | 2 | 5 | 0–1 |
| 8   | Brasil         | 0 | 7 | –   |

## Fase final
|  | Semifinales    | Semifinales |    |                | Final         | Final |  |
|  |                |             |    |                |               |       |  |
|  |                |             |    |                |               |       |  |
|  | Corea del Sur  | 9           |    |                |               |       |  |
|  | Estados Unidos | 6           |    |                |               |       |  |
|  |                |             |    |                |               |       |  |
|  |                |             |    |                |               |       |  |
|  |                |             |    |                | Corea del Sur | 3     |  |
|  |                | Canadá      | 11 |                |               |       |  |
|  |                |             |    |                |               |       |  |
|  |                |             |    |                |               |       |  |
|  |                |             |    |                | Tercer lugar  |       |  |
|  |                |             |    |                |               |       |  |
|  | Canadá         | 8           |    | Estados Unidos | 8             |       |  |
|  | Japón          | 2           |    |                | Japón         | 7     |  |

## Medallistas
| Evento | Oro                                                                                 | Plata                                                                 | Bronce                                                                              |
| ------ | ----------------------------------------------------------------------------------- | --------------------------------------------------------------------- | ----------------------------------------------------------------------------------- |
| Equipo | Canadá · Bradley Gushue · Mark Nichols · Eric Harnden · Geoff Walker · Nathan Young | Corea del Sur Jeong Byeong-Jin Lee Jeong-Jae Kim Min-Woo Kim Tae-Hwan | Estados Unidos Korey Dropkin Andrew Stopera Mark Fenner Thomas Howell Rich Ruohonen |